# Jackie Lewis
Jackie Lewis (Stroud, Gloucestershire, Engleska, 1. studenog 1936.) je bivši britanski vozač automobilističkih utrka.

## Rezultati u Formuli 1
| Sezona | Momčad     | Šasija     | Motor             | Utrke | Pobjede | Podiji | Bodovi | Plasman |
| ------ | ---------- | ---------- | ----------------- | ----- | ------- | ------ | ------ | ------- |
| 1961.  | H&L Motors | Cooper T51 | Climax Straight-4 | 5     | 0       | 0      | 3      | 13.     |